# Tadjikistan aux Jeux olympiques d'été de 2020
Le Tadjikistan participe aux Jeux olympiques de 2020 à Tokyo au Japon. Il s'agit de sa 7e participation à des Jeux d'été.

## Athlètes engagés
| Sport      | Hommes | Femmes | Total |
| ---------- | ------ | ------ | ----- |
| Athlétisme | 1      | 0      | 1     |
| Boxe       | 3      | 0      | 3     |
| Judo       | 4      | 0      | 4     |
| Natation   | 1      | 1      | 2     |
| Total      | 9      | 1      | 10    |

## Résultats

### Athlétisme
| Athlète         | Épreuve        | Tour préliminaire | Tour préliminaire | 1er tour | 1er tour | Demi-finale | Demi-finale | Finale  | Finale  |
| Athlète         | Épreuve        | Temps             | Rang              | Temps    | Rang     | Temps       | Rang        | Temps   | Rang    |
| --------------- | -------------- | ----------------- | ----------------- | -------- | -------- | ----------- | ----------- | ------- | ------- |
| Ildar Akhmadiev | 100 m masculin | 10 s 66           | 4e                | Éliminé  | Éliminé  | Éliminé     | Éliminé     | Éliminé | Éliminé |

### Boxe
| Athlète              | Catégorie                    | 1/16e de finale            | 1/8e de finale         | Quart de finale     | Demi-finale         | Finale              | Rang    |
| Athlète              | Catégorie                    | Adversaire Résultat        | Adversaire Résultat    | Adversaire Résultat | Adversaire Résultat | Adversaire Résultat | Rang    |
| -------------------- | ---------------------------- | -------------------------- | ---------------------- | ------------------- | ------------------- | ------------------- | ------- |
| Bakhodur Usmonov     | Légers hommes (-63 kg)       | de los Santos Victoire 4-1 | Abduraimov Défaite 0-5 | Éliminé             | Éliminé             | Éliminé             | Éliminé |
| Shabbos Negmatulloev | Mi-lourds hommes (-81 kg)    | Chen Défaite 0-4           | Éliminé                | Éliminé             | Éliminé             | Éliminé             | Éliminé |
| Siyovush Zukhurov    | Super-lourds hommes (+91 kg) | Exempté                    | Aliev Défaite 0-5      | Éliminé             | Éliminé             | Éliminé             | Éliminé |

### Judo
| Athlète                 | Compétition           | 1er tour              | 2e tour                     | Quart de finale           | Demi-finale         | Repêchage           | Finale / MB         | Rang    |
| Athlète                 | Compétition           | Adversaire Résultat   | Adversaire Résultat         | Adversaire Résultat       | Adversaire Résultat | Adversaire Résultat | Adversaire Résultat | Rang    |
| ----------------------- | --------------------- | --------------------- | --------------------------- | ------------------------- | ------------------- | ------------------- | ------------------- | ------- |
| Somon Makhmadbekov      | Moins de 73 kg hommes | Alikaj Victoire 10-00 | Njie Victoire 10-00         | Orucov Défaite 00-01      | Éliminé             | Éliminé             | Éliminé             | Éliminé |
| Akmal Murodov           | Moins de 81 kg hommes | Andrew Victoire 10-00 | Grigalashvili Défaite 00-11 | Éliminé                   | Éliminé             | Éliminé             | Éliminé             | Éliminé |
| Komronshokh Ustopiriyon | Moins de 90 kg hommes | Exempté               | Clerget Défaite 00-10       | Éliminé                   | Éliminé             | Éliminé             | Éliminé             | Éliminé |
| Temur Rakhimov          | Plus de 100 kg hommes | Non disputé           | Granda Victoire 01-00       | Tushishvili Défaite 00-10 | Éliminé             | Éliminé             | Éliminé             | Éliminé |

### Natation
| Athlète            | Épreuve                  | Série   | Série | Demi-finale | Demi-finale | Finale   | Finale   |
| Athlète            | Épreuve                  | Temps   | Rang  | Temps       | Rang        | Temps    | Rang     |
| ------------------ | ------------------------ | ------- | ----- | ----------- | ----------- | -------- | -------- |
| Olimjon Ishanov    | 50 m nage libre masculin | 26 s 12 | 60e   | Éliminé     | Éliminé     | Éliminé  | Éliminé  |
| Anastasiya Tyurina | 50 m nage libre féminin  | 29 s 5  | 62e   | Éliminée    | Éliminée    | Éliminée | Éliminée |